# Zplodiny hoření
Zplodiny hoření jsou všechny plynné (ale i pevné a kapalné) produkty vznikající při hoření.
Často jsou zplodiny hoření uváděny jako nejvýznamnější negativní prvek u požáru.[zdroj?] Vzhledem k teplotám nad 500 °C, které jsou u požáru běžné, se vyskytují v podobě spalin i látky za normální teploty pevné nebo kapalné. Mezi důležité a zároveň velmi nebezpečné látky ve spalinách se řadí například:
- Oxid uhelnatý (CO)
- Oxid uhličitý (CO2)
- Oxid siřičitý (SO2)
- Chlorovodík (HCl)[zdroj⁠?!]
- Kyanovodík (HCN)[zdroj⁠?!]
- Fosgen (COCl2)[zdroj⁠?!]
- Oxidy dusíku (NOx)
- Ultrajedy[1]
- Zplodiny pyrolýzy

Uhlovodíky při hoření produkují oxid uhličitý a vodu (vodní páru).